# It’s No Secret
«It’s No Secret» — пятый сингл с дебютного студийного альбома австралийской певицы Кайли Миноуг, выпущенный 25 декабря 1988 года. Песню написало известное продюсерское трио Сток, Эйткен и Уотермен. Видеоклип к синглу был записан городке Порт Дуглас в Квинсленде.
«It’s No Secret» выпускался зимой 1988—1989 годов для рынков Австралии, Новой Зеландии, Северной Америки и Японии. Хотя изначально планировался всемирный релиз, но он был отменён в пользу раскрутки совершенно нового трека ко второму альбому певицы.

## Список композиций
7"-сингл (североамериканский релиз)
1. «It’s No Secret» — 3:55
2. «Made in Heaven» — 3:24

12"-сингл (североамериканский релиз)
1. «It’s No Secret» (Extended) — 5:46
2. «Made in Heaven» (Maid in England mix) — 6:20

7"-сингл (японский релиз)
1. «It’s No Secret» — 3:55
2. «Made in Heaven» — 3:24

3" CD-сингл (японский релиз)
1. «It’s No Secret» — 3:55
2. «Look My Way» — 3:35

12"-сингл (японский релиз)
1. «It’s No Secret» (Extended) — 5:46
2. «The Loco-Motion» (Sankie Mix — long version) — 6:55

7"-сингл (новозеландский релиз)
1. «It’s No Secret» — 3:55
2. «It’s No Secret» (Instrumental) — 3:55

12"-сингл (австралийский релиз)
1. «It’s No Secret» (Extended) — 5:46
2. «It’s No Secret» (Instrumental) — 3:55

## Позиции в чартах
Судя по позициям в чартах, сингл не был успешен. В результате «It's No Secret» добрался только до 47-й строчки в Новой Зеландии, а в США до 37-го места, став третьим хитом Миноуг, посетившим американский Top 40.
| Максимальная позиция в чарте | Максимальная позиция в чарте | Максимальная позиция в чарте                 | Максимальная позиция в чарте | Максимальная позиция в чарте | Максимальная позиция в чарте | Максимальная позиция в чарте | Максимальная позиция в чарте | Максимальная позиция в чарте | Максимальная позиция в чарте | Максимальная позиция в чарте | Максимальная позиция в чарте | Максимальная позиция в чарте |
| Великобритания               | Соединённые Штаты Америки    | Федеративная Республика Германии (1949—1990) | Швейцария                    | Франция                      | Нидерланды                   | Швеция                       | Норвегия                     | Австралия                    | Новая Зеландия               | Япония                       | Гонконг                      | Австрия                      |
| ---------------------------- | ---------------------------- | -------------------------------------------- | ---------------------------- | ---------------------------- | ---------------------------- | ---------------------------- | ---------------------------- | ---------------------------- | ---------------------------- | ---------------------------- | ---------------------------- | ---------------------------- |
| —                            | 37                           | —                                            | —                            | —                            | —                            | —                            | —                            | —                            | 47                           | —                            | —                            | —                            |